# Кандо, Кальман
Кальман Кандо фон Эгерфармош унд Стрегова (венг. Kandó Kálmán von Egerfarmos und Sztregova; 1869 — 1931) —  венгерский инженер и учёный-электротехник; пионер в разработке электрической тяги; член-корреспондент Венгерской академии наук (1927). 

## Биография
Родился 10 июля 1869 года в Пеште.
Первоначально учился в гимназии Budapest-Fasori Evangélikus Gimnázium. Затем окончил Будапештский технический университет, где получил диплом в области машиностроения. В течение одного года служил вольноопределяющимся в Военно-морских силах Австро-Венгрии. После этого работал инженером во Франции, проектируя и разрабатывая асинхронные двигатели, изобретённые Николой Теслой.
В 1894 году Кандо разработал высоковольтные трёхфазные двигатель и генератор переменного тока для электровоза, став известным как «отец электропоезда». В Венгрии началась электрификация железных дорог с электровозами, двигатели которых изготовлялись на заводе Ganz в Будапеште. Между 1896 и 1898 годами двигатели Кандо были впервые применены в трамваях французского города Эвьян-ле-Бен, мощность которых составляла 37 лс. После его достижения стали использоваться в других странах Европы — Италии и Англии. Итальянская железнодорожная линия Вальтеллина (итал. Valtellina) была электрифицирована в 1902 году и стала первой электрифицированной магистральной железнодорожной линией в Европе. В 1926 году двигатели  постоянного тока напряжением 1,5 кВ разработки Кандо использовались на линии Париж-Орлеан.
В конце жизни изобретатель вернулся в Будапешт, где работал на заводе Ganz, став там управляющим директором.
Умер 13 января 1931 года в Будапеште. Кавалер ордена Короны Италии, почётный доктор Будапештского технического университета.
Принцип работы современных электровозов на переменном токе в настоящее время остались такими же, как их придумал этот венгерский учёный.

## Память

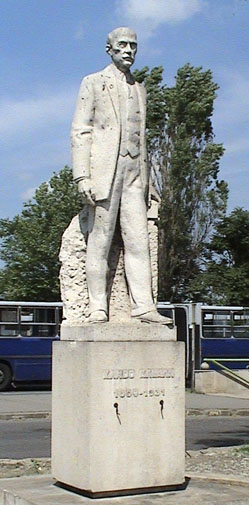
Памятник в Венгрии

- В Венгрии и Италии Кальману Кандо установлены памятные доски.
- В Венгрии ему также установлен памятник.
- Почтой Венгрии в 1948 и 1968 годах были выпущены почтовые марки[3], посвященные изобретателю.[4]

Памятные доски
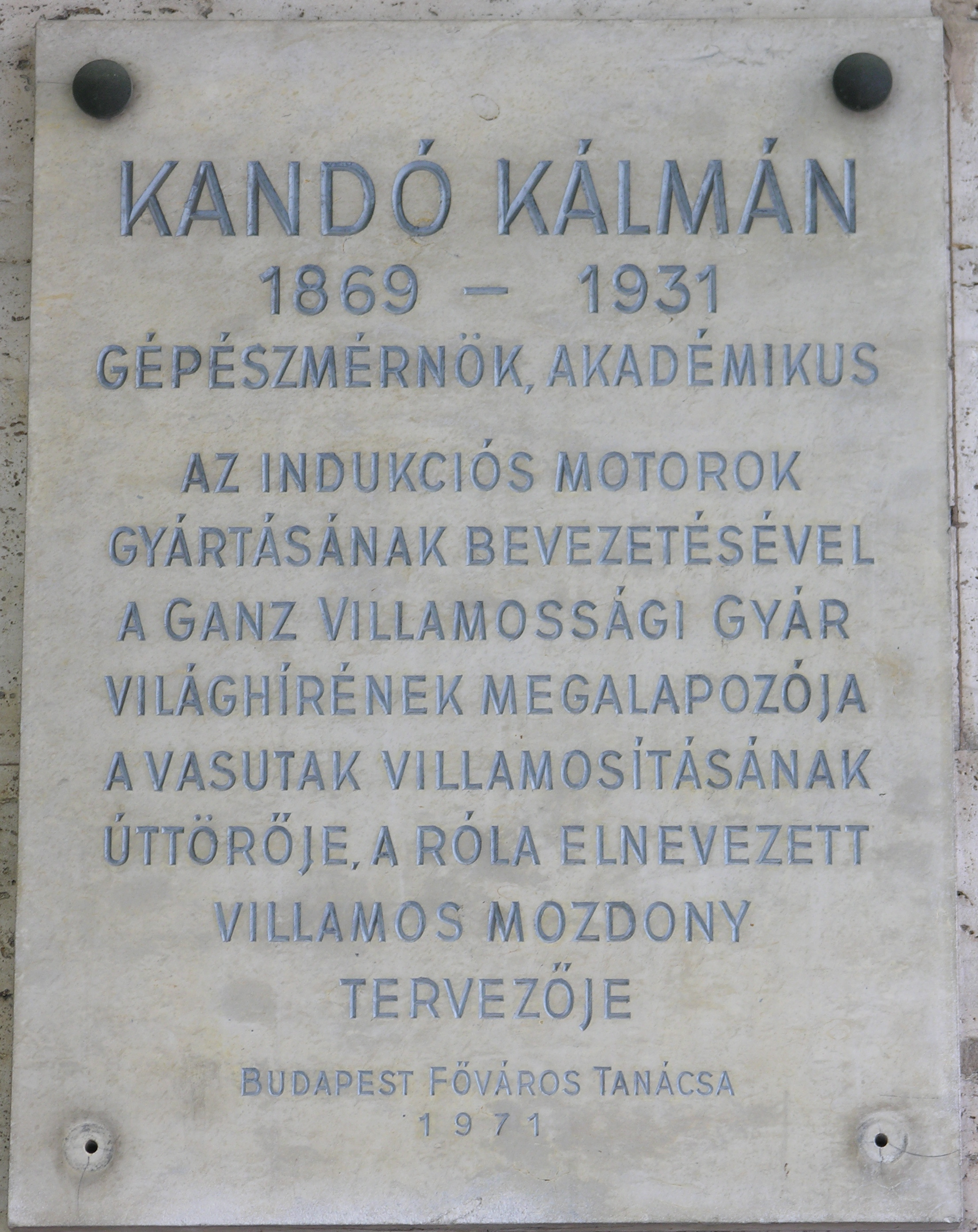
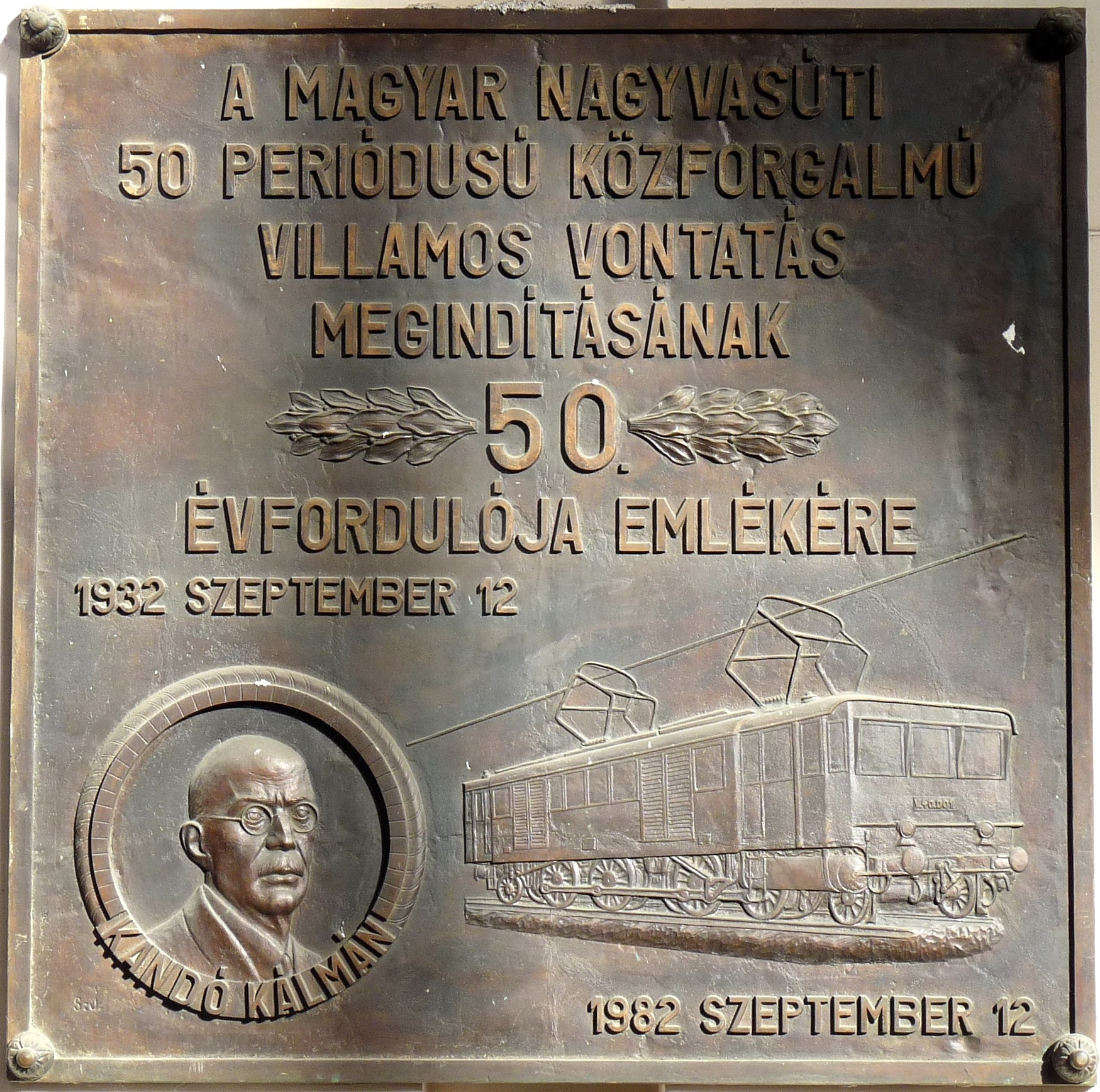
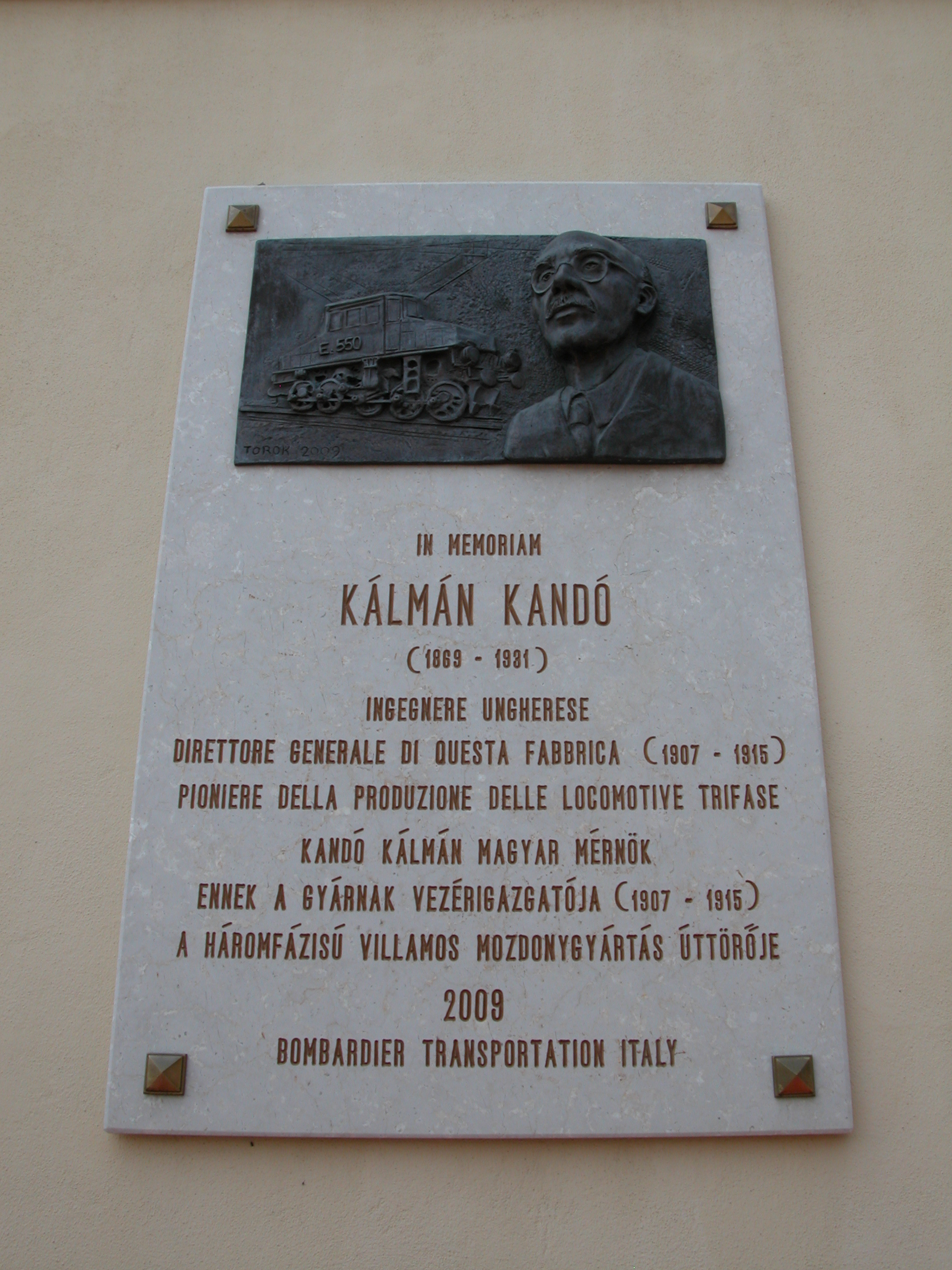